# Long Road Out of Eden
Long Road Out of Eden è il settimo ed ultimo album in studio del gruppo country rock Eagles, pubblicato nell'autunno del 2007.

## Il disco
Dopo anni di silenzio dalle scene musicali, gli Eagles ritornano con un nuovo album di inediti. Si tratta di un doppio disco di inediti, più volte rimandato; How Long, titolo del primo singolo estratto dall'album, fa riferimento ad una lunga attesa da parte dei fan legati al gruppo statunitense.
È il primo album di inediti pubblicato negli anni 2000, a distanza di 28 anni dall'ultimo album di inediti The Long Run datato 1979 e 13 anni dall'album live Hell Freezes Over (1994).
Nel DVD Farewell 1 Tour - Live from Melbourne, pubblicato nel 2005 era incluso un "bonus CD" con 3 versioni in studio di alcuni brani dell'album Long Road Out of Eden; i brani erano No More Cloudy Days, Fast Company e Do Something.
Nell'edizione deluxe dell'album, pubblicata il 20 novembre 2007, sul secondo disco sono presenti due tracce in più: Hole in the World e Please Come Home for Christmas; entrambe però "non inedite" in quanto presenti nell'ultima doppia raccolta della band The Complete Greatest Hits pubblicata nel 2003.
Ad oggi il disco ha venduto oltre 7 milioni di copie soltanto negli Stati Uniti.

## Tracce

### Disco 1
1. No More Walks in the Wood - 2:00
2. How Long - 3:15
3. Busy Being Fabulous - 4:21
4. What Do I Do With My Heart - 3:55
5. Guilty of the Crime - 3:44
6. I Don't Want to Hear Any More - 4:21
7. Waiting in the Weeds - 7:47
8. No More Cloudy Days - 4:04
9. Fast Company - 4:01
10. Do Something - 5:13
11. You Are Not Alone - 2:22

### Disco 2
1. Long Road Out of Eden - 10:17
2. I Dreamed There Was No War - 1:38
3. Somebody - 4:10
4. Frail Grasp on the Big Picture - 5:47
5. Last Good Time in Town - 7:08
6. I Love to Watch a Woman Dance - 3:16
7. Business As Usual - 5:32
8. Center of the Universe - 3:42
9. It's Your World Now - 4:20
10. Hole in the World - 4:18 [solo su DELUXE EDITION]
11. Please Come Home for Christmas - 2:58 [solo su DELUXE EDITION]

## Singoli
1. No More Cloudy Days - 2005
2. How Long - 2007 (20 agosto 2007)
3. Busy Being Fabulous - 2008 (28 gennaio 2008)
4. What Do I Do with My Heart - 2008
5. I Don't Want to Hear Any More - 2009

## Formazione
- Glenn Frey - chitarra, tastiere, basso e voce
- Don Henley - batteria, chitarra e voce
- Joe Walsh - chitarra, tastiere e voce
- Timothy B. Schmit - basso e voce

## Classifiche
| Paese                                                            | Posizione più alta | Certificazione | Vendite    |
| ---------------------------------------------------------------- | ------------------ | -------------- | ---------- |
| Australia ARIA Chart                                             | 1                  | 3× Platino     | 210,000+   |
| Austria Media Control Album Chart                                | 2                  | Platino        | 20,000+    |
| Belgium IFPI Album Chart                                         | 8                  | Oro            | 15,000     |
| Denmark IFPI Albums Chart                                        | 2                  | 2× Platino     | 60,000+    |
| Finland IFPI Album Chart                                         | 6                  | Oro            | 16.000     |
| France Syndicat national de l'édition phonographique Album Chart | 9                  |                |            |
| Germany Media Control Album Chart                                | 2                  | Platino        | 200,000    |
| Greece IFPI Album International Chart                            | 1                  | Oro            | 10,000     |
| Hong Kong Album Chart                                            | 1                  |                |            |
| India Album Chart                                                | 1                  |                |            |
| Ireland IRMA Album Chart                                         | 4                  | Platino        | 15,000     |
| Italy FIMI Album Chart                                           | 4                  |                |            |
| Japan Oricon Albums Chart                                        | 7                  |                | 83,132     |
| Korea Hanteo Album Chart                                         | 9                  |                | 2,597      |
| Malaysia Album Chart                                             | 1                  |                |            |
| Netherlands MegaCharts Album Chart                               | 1                  |                |            |
| New Zealand RIANZ Album Chart                                    | 1                  | 3× Platino     | 45,000     |
| Norway IFPI Album Chart                                          | 1                  |                |            |
| Poland OLiS Album Chart                                          | 4                  | Platino        | 20,000     |
| Russia (RASC) Album Sales Chart                                  | 1                  |                |            |
| Singapore Album Chart                                            | 1                  |                |            |
| Spain PROMUSICAE Album Chart                                     | 13                 |                |            |
| Sweden GLF Album Chart                                           | 2                  | Platino        | 40,000     |
| Switzerland Media Control Album Chart                            | 2                  | Oro            | 15,000     |
| Thailand Album Chart                                             | 1                  |                |            |
| Official Albums Chart                                            | 1                  | 2× Platino     | 600,000+   |
| U.S. Billboard 200                                               | 1                  | 7× Platino     | 7,000,000+ |
| U.S. Billboard Top Country Albums                                | 1                  | 7× Platino     | 7,000,000+ |
| U.S. Billboard European Top 100 Albums                           | 1                  | 7× Platino     | 7,000,000+ |